# Etienne Camara
Etienne Amara Camara (Noisy-le-Grand, 30 maart 2003) is een Frans voetballer met Guinese roots die sinds februari 2024 uitkomt voor Sporting Charleroi.

## Clubcarrière
Camara genoot zijn jeugdopleiding in eigen land bij US Torcy en Angers SCO. In oktober 2020 tekende hij bij de Engelse tweedeklasser Huddersfield Town, waar hij aansloot bij de U19. In datzelfde seizoen maakte hij z'n officiële debuut in het eerste elftal van de club: in de bekerwedstrijd tegen Plymouth Argyle op 9 januari 2021 (2-3-verlies) liet trainer Carlos Corberán hem in de 83e minuut invallen.
Na een blanco seizoen 2021/22 kreeg Camara op 13 augustus 2022 zijn eerste speelminuten in de Championship: in de 3-1-zege tegen Stoke City liet trainer Danny Schofield hem in de 83e minuut invallen. Na nog drie extra invalbeurten kreeg hij op 17 september 2022 tegen Cardiff City zijn eerste basisplaats in de competitie. Onder Mark Fotheringham, die eind september 2022 de opvolger werd van Schofield, startte Camara in oktober en november 2022 acht weken op rij in de Championship. Na de WK-break speelde hij nog maar zeven competitiewedstrijden onder Fotheringham, interim-trainer Narcís Pelach en de nieuwe trainer Neil Warnock.
In juli 2023 ondertekende Camara een vierjarig contract met optie op een extra seizoen bij de Italiaanse eersteklasser Udinese Calcio. Op 1 november 2023 maakte hij er z'n officiële debuut in het eerste elftal: in de bekerwedstrijd tegen Cagliari Calcio (1-2-verlies na verlengingen) werd hij in de 89e minuut gewisseld. Het bleef het enige officiële optreden van Camara voor Udinese, dat de Fransman in februari 2024 liet vertrekken naar de Belgische eersteklasser Sporting Charleroi. Camara ondertekende een contract tot medio 2027 bij Charleroi, dat op dat moment nog tegen de degradatie streed in de Jupiler Pro League.

## Clubstatistieken
| Seizoen         | Club               | Land              | Competitie         | Competitie | Competitie | Beker | Beker | Supercup | Supercup | Europees | Europees | Totaal | Totaal |
| Seizoen         | Club               | Land              | Competitie         | Wed.       | Dlp.       | Wed.  | Dlp.  | Wed.     | Dlp.     | Wed.     | Dlp.     | Wed.   | Dlp.   |
| --------------- | ------------------ | ----------------- | ------------------ | ---------- | ---------- | ----- | ----- | -------- | -------- | -------- | -------- | ------ | ------ |
| 2020/21         | Huddersfield Town  | Vlag van Engeland | Championship       | 0          | 0          | 1     | 0     | —        | —        | —        | —        | 1      | 0      |
| 2021/22         | Huddersfield Town  | Vlag van Engeland | Championship       | 0          | 0          | 0     | 0     | —        | —        | —        | —        | 0      | 0      |
| 2022/23         | Huddersfield Town  | Vlag van Engeland | Championship       | 20         | 0          | 2     | 0     | —        | —        | —        | —        | 22     | 0      |
| 2023/24         | Udinese Calcio     | Vlag van Italië   | Serie A            | 0          | 0          | 1     | 0     | —        | —        | —        | —        | 1      | 0      |
| 2023/24         | Sporting Charleroi | Vlag van België   | Jupiler Pro League | 11         | 0          | 0     | 0     | —        | —        | —        | —        | 11     | 0      |
| Carrière totaal | Carrière totaal    | Carrière totaal   | Carrière totaal    | 31         | 0          | 4     | 0     | 0        | 0        | 0        | 0        | 35     | 0      |

Bijgewerkt op 6 mei 2024.

## Interlandcarrière
In mei 2023 werd Camara door Landry Chauvin geselecteerd voor het WK onder 20 in Argentinië. Camara kreeg op dit WK zijn eerste speelminuten in de derde groepswedstrijd tegen Honduras. Frankrijk won deze wedstrijd met 1-3, maar door de eerdere nederlagen tegen Zuid-Korea en Gambia eindigde het toernooi voor Frankrijk na de groepsfase.